# Grovnate

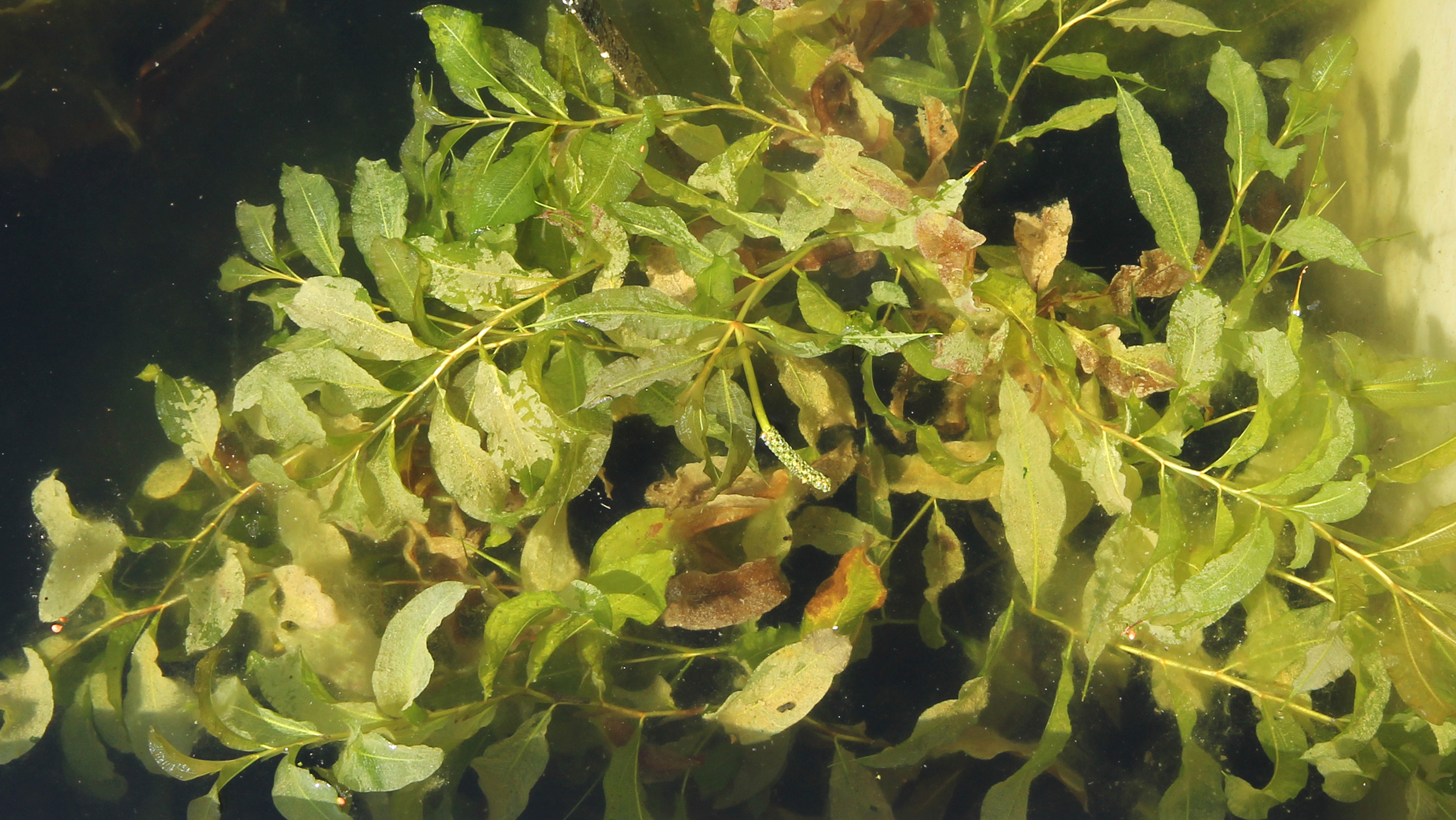
Grovnate

Grovnate (Potamogeton lucens) är en vattenväxt. Den finns i näringsrika sjöar. Den skiljer sig från många andra arter i natesläktet genom att bladen är helt under vattenytan. 